# Ctenus pauloterrai
Ctenus pauloterrai este o specie de păianjeni din genul Ctenus, familia Ctenidae, descrisă de Antonio D. Brescovit și Simó în anul 2007. Conform Catalogue of Life specia Ctenus pauloterrai nu are subspecii cunoscute.